# 戴秉国
戴秉国（たい へいこく、1941年3月31日-）は、中華人民共和国の外交官、曁南大学理事長。 中国共産党中央委員会委員（第15期、第16期、第17期）。過去に、国務院国務委員（外交担当）として、中国外交の事実上のトップを務めた。また、中共中央外事工領導弁公室主任も務めた。少数民族トゥチャ族の出身。

## 略歴
- 1964年四川大学卒業後、外交学院で学び、1965年に外交部入部。
- 1973年6月に中国共産党入党。ソ連東欧欧局局員、旧ソ連大使館員から再びソ東欧局に戻り、局長。
- 1989年からハンガリー大使、銭其琛外交部長時代の1991年に部長助理（次官補）となる。
- 1994年から1995年まで外交部副部長
- 1995年7月中国共産党中央委員会対外聯絡部副部長
- 1999年7月から2003年4月まで対外聯絡部長。後任を王家瑞に譲り外交部副部長に復帰。
- 2005年、中国共産党中央委員会外事弁公室主任に就任。
- 2005年から始まった日中総合政策対話では日本の谷内正太郎外務次官（当時）と交渉に当たる。5回目の会見では、自身の故郷である貴州省に招待した。
- 2006年、安倍晋三首相の初外遊である電撃訪中を谷内と交渉に当たり、サングラスで変装して「社長」の名で極秘来日した[1]。
- 2008年3月17日の全国人民代表大会で外交担当の国務委員（副首相級）に選出された。
- 2012年10月7日、戴秉国は北京で、私的に中国大陸を訪問していた台湾の謝長廷前行政院長と会談し、双方の関心事について意見交換を行った。
- 2012年11月14日に開催された第18回党大会では中央委員に選出されず、中央委員を退任[2]。年齢制限によるものと見られている。
- 2013年3月、国務委員を退任。
- 2013年11年、曁南大学理事長に就任。

## 補足
- 2010年12月、「中国共産党による統治を維持することは、国家の核心的利益」という論文を発表した。